# Cerkev sv. Marjete, Vodice
Cerkev sv. Marjete v Vodicah je župnijska cerkev Župnije Vodice, ki spada pod Nadškofijo Ljubljana. Prvič se omenja okrog leta 1118, v listini iz leta 1257 je omenjena kot Vodiška fara. Posvečena je sveti Marjeti Antiohijski.

## Zgodovina
Cerkev, ki je prvotno spadala pod mengeško pražupnijo, je na tem mestu stala vsaj že v 11. stoletju. Leta 1461 je bila priključena takrat ustanovljeni ljubljanski nadškofiji. Srednjeveška cerkev je bila obdana s taborskim obzidjem, ki se je ohranilo do leta 1871. Župnik Gregor Bačnik, ki je v Vodicah služboval med letoma 1726 in 1771, je dal cerkev podreti in sezidati novo. To baročno cerkev je  potres 1895 tako poškodoval, da so jo morali podreti. Ohranilo se je le nekaj slik. Po potresu so zgradili novo, večjo cerkev, ki je nastala po načrtih historičnega arhitekta Raimunda Jeblingerja. Posvečena je bila na god sv. Marjete 12. julija 1900.

## Opis
Cerkev Sv. Marjete ima mogočen zvonik z osmerokotnim zaključkom in visoko laternasto streho. Glavni vhod poudarjata dva jonska stebra, ki nosita timpanon v širini zvonika. Notranjost cerkve ima neobaročno zasnovo. Osrednja pola ladje je centralna in pokrita z visečo kupolo, ki sloni na širokih, poševno postavljenih vogalnih slopih. Svetlost dajejo velika okna in Koželjeve freske v pastelnih barvah in z nebeškimi motivi. Poleg cerkve stojita tudi župnišče (iz leta 1895) in gospodarsko poslopje, za cerkvijo pa stara lipa.

## Oltarji
Neorenesančni glavni oltar, za katerega je načrt narisal Raimund Jeblinger, je sestavljen iz tabernakeljskega oltarja z dvema angeloma in edikulaste niše na zadnji steni, kjer stoji kip sv. Marjete. Neobaročna stranska oltarja je izdelal ljubljanski kamnosek Alojz Vodnik. V desnem, moškem oltarju je relief sv. Jožefa z malim Jezusom, obdan s kipoma sv. Janeza Evangelista in sv. Martina. V ženskem oltarju je relief Brezmadežne in kipa sv. Neže in sv. Katarine. Poleg fresk so notranjost cerkve krasili tudi vitraji, ki so bili uničeni leta 1944, a so leta 1972 po načrtih Staneta Kregarja izdelali nove.